# Gisela Gresser
Gisela Gresser (geborene Kahn, * 8. Februar 1906 in Detroit; † 4. Dezember 2000) war eine US-amerikanische Schachspielerin. Zusammen mit Mona Karff dominierte sie viele Jahre lang das Frauenschach in den USA und errang zwischen 1944 und 1969 insgesamt neunmal die Landesmeisterschaft der Frauen.

## Leben
Ihr Vater Julius Kahn war ein wohlhabender Geschäftsmann und Ingenieur. Nach ihrer Collegeausbildung ließ sie sich in New York nieder und heiratete 1927 den Rechtsanwalt William Gresser. Erst im Alter von 30 Jahren erlernte sie das Schachspiel. 1940 nahm sie erstmals an der Frauenmeisterschaft der USA teil, 1944 gelang ihr der erste Titelgewinn.
Sie nahm als Vertreterin ihres Landes an den Schacholympiaden der Frauen 1957 (bei der sie das drittbeste Ergebnis am Spitzenbrett erreichte), 1963 und 1966 sowie der Schachweltmeisterschaft der Frauen 1949/50 in Moskau teil, bei der sie auf den geteilten 12. Platz kam und als einzige Teilnehmerin ihre Partie gegen Weltmeisterin Ljudmila Rudenko gewinnen konnte.
Sie tat viel für die Popularisierung des Schachs in den USA, unter anderem durch Veröffentlichung von Aufsätzen in Zeitschriften wie dem Ladies' Home Journal.
1950 verlieh ihr der Weltschachbund FIDE den Titel einer Internationalen Meisterin der Frauen (WIM). Als erste Frau wurde sie 1992 vom amerikanischen Schachverband United States Chess Federation in die US Chess Hall of Fame aufgenommen.
Ihr Sohn Ion Gresser war ein bekannter Immunologe.